# First Position – Ballett ist ihr Leben
First Position – Ballett ist ihr Leben ist ein US-amerikanischer Dokumentarfilm aus dem Jahr 2011.

## Handlung
Die Regisseurin Bess Kargmann begleitet sechs Kinder und Jugendliche über ein Jahr bei ihren Vorbereitungen zum Youth America Grand Prix, einem prestigeträchtigen Ballettwettbewerb, an dem 5000 Tänzer teilnehmen.

## Auszeichnungen
Der Film erhielt Auszeichnungen bei dem Portland Film Festival, dem DOC NCY Film Festival und dem San Francisco DOC Fest. Des Weiteren war der Film 2013 bei den Chlotrudis Awards als bester Dokumentarfilm nominiert.